# Marthe Distel
Marthe Marie Joséphine Distel (Remiremont, 18 de septiembre de 1871-Saint-Leu-la-Forêt, 1 de abril de 1934) fue una periodista francesa, fundadora de la escuela Le Cordon Bleu y la revista de cocina La Cuisinière Cordon Bleu.

## Biografía
Nació en 1871 en Remiremont, hija de Julie Marchal y Joseph Distel, empleado de mensajería. 
Se estableció en París con su madre, una cocinera, y aprendió a cocinar con ella. En 1895, fundó la revista semanal de cocina La Cuisinière Cordon Bleu, que publicaba las recetas de los cocineros más de moda de la época. La publicación revolucionó el mundo culinario masculino y tuvo un gran popularidad. Para fidelizar a sus lectores, Marthe Distel les ofreció la posibilidad de asistir a demostraciones de cocina de estos grandes chefs.
El éxito de estas demostraciones realizadas a partir del 15 de octubre de 1895, llevó a Distel a fundar, junto con el cocinero Henri-Paul Pellaprat, una escuela, École des Arts Culinaires Le Cordon Bleu, que abrió sus puertas el 14 de enero de 1896 en la Galería de Orleans del Palais-Royal de París. Bajo el patrocinio de Jules Simon, la misión de la escuela era «dar a las mujeres una educación completa en cocina y economía doméstica, y formar buenas amas de casa.» Aunque en teoría estaba abierto tanto a hombres como a mujeres jóvenes, en 1899 se señala que el intento de «extender los beneficios de esta educación a los hombres» ha sido «lamentablemente infructuoso».
En 1900, Marthe Distel obtuvo una mención de honor en la Exposición Universal de París en el grupo X (Productos alimenticios).
Murió en 1934, en su casa de la calle de Chauvry en Saint-Leu-la-Forêt. Sin herederos directos, legó la empresa Cordon Bleu al orfananto Apprentis de Auteuil.

## Publicaciones
- Le Gourmet, revue de cuisine pratique, n.° 1 (1894)-1903.
- La Cuisinière Cordon Bleu, n.° 1 (1895)-n.o 104 (1896). Continuada por: Le Cordon bleu. Journal illustré de cuisine pratique, n.° 105 (1897)-1962-